# Sōmen
Sōmen (jap. 素麺) – bardzo cienki, biały makaron japoński, z mąki pszennej, mający mniej niż 1,3 mm grubości. 

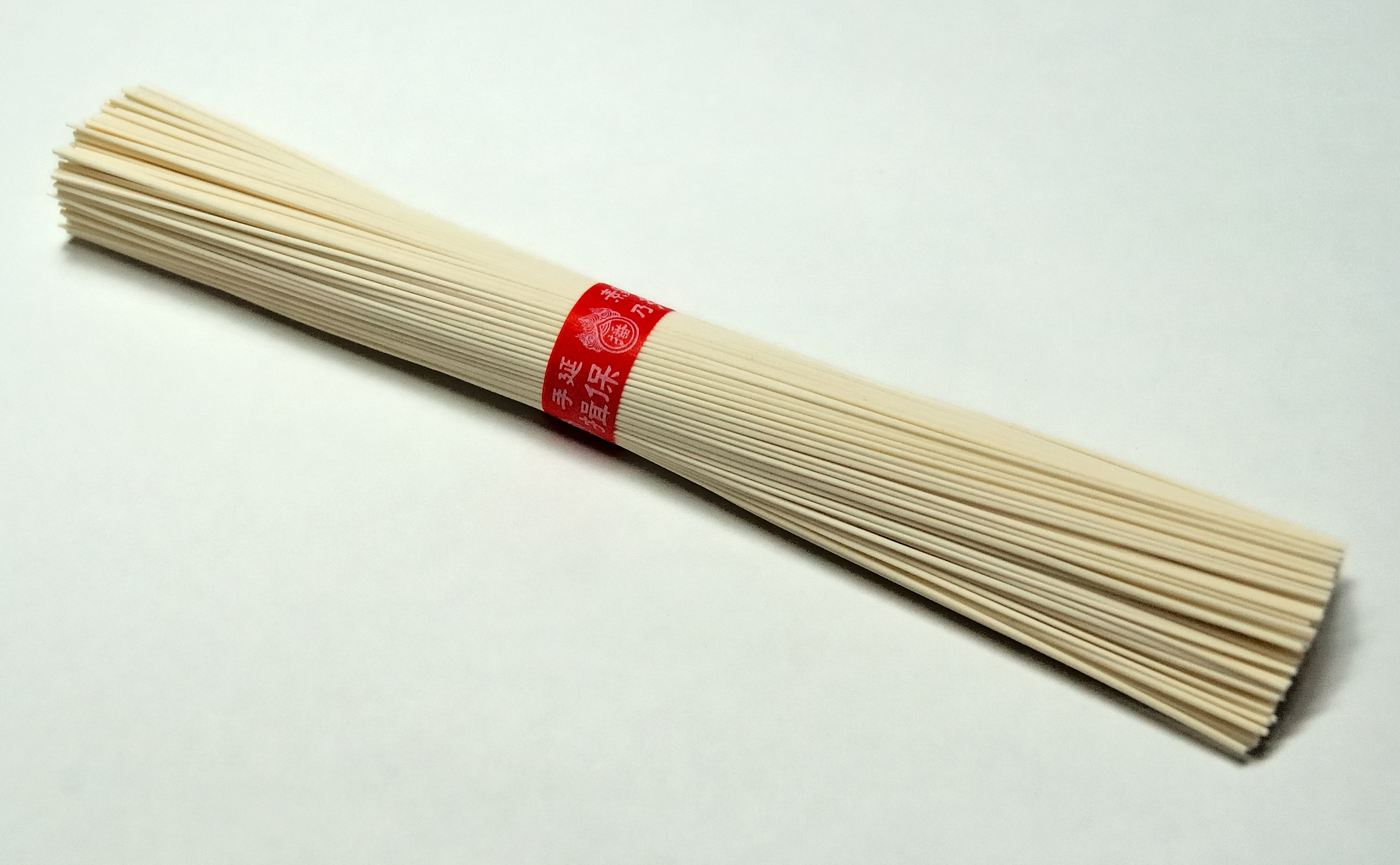
Sōmen

Najczęściej jest podawany na zimno jako orzeźwiające danie letnie. Ciasto makaronu sōmen jest rozciągane za pomocą oleju roślinnego, podobnie jak niektóre typy makaronu udon, aby uzyskać bardzo cienkie paski, a następnie suszy się na powietrzu. 
Innym daniem na lato są hiya-mugi czyli suszone kluski zrobione z mąki pszenicznej. Mają grubość pośrednią pomiędzy sōmen a udon. Po ugotowaniu są schładzane i podawane w ostro przyprawionym bulionie lub z lodem.
Sōmen jest najczęściej podawany na zimno z łagodnie doprawionym dipem lub sosem do maczania o nazwie tsuyu tworzonym z: mirinu, sosu sojowego, sake, cukru i katsuo-bushi (małe, „ostrugane” płatki suszonego bonito). W lecie sōmen ochłodzony za pomocą lodu jest popularnym posiłkiem.
Sōmen gotowany w bulionie z dodatkiem sosu sojowego z różnymi dodatkami nazywa się nyūmen.

## Nagashi-sōmen

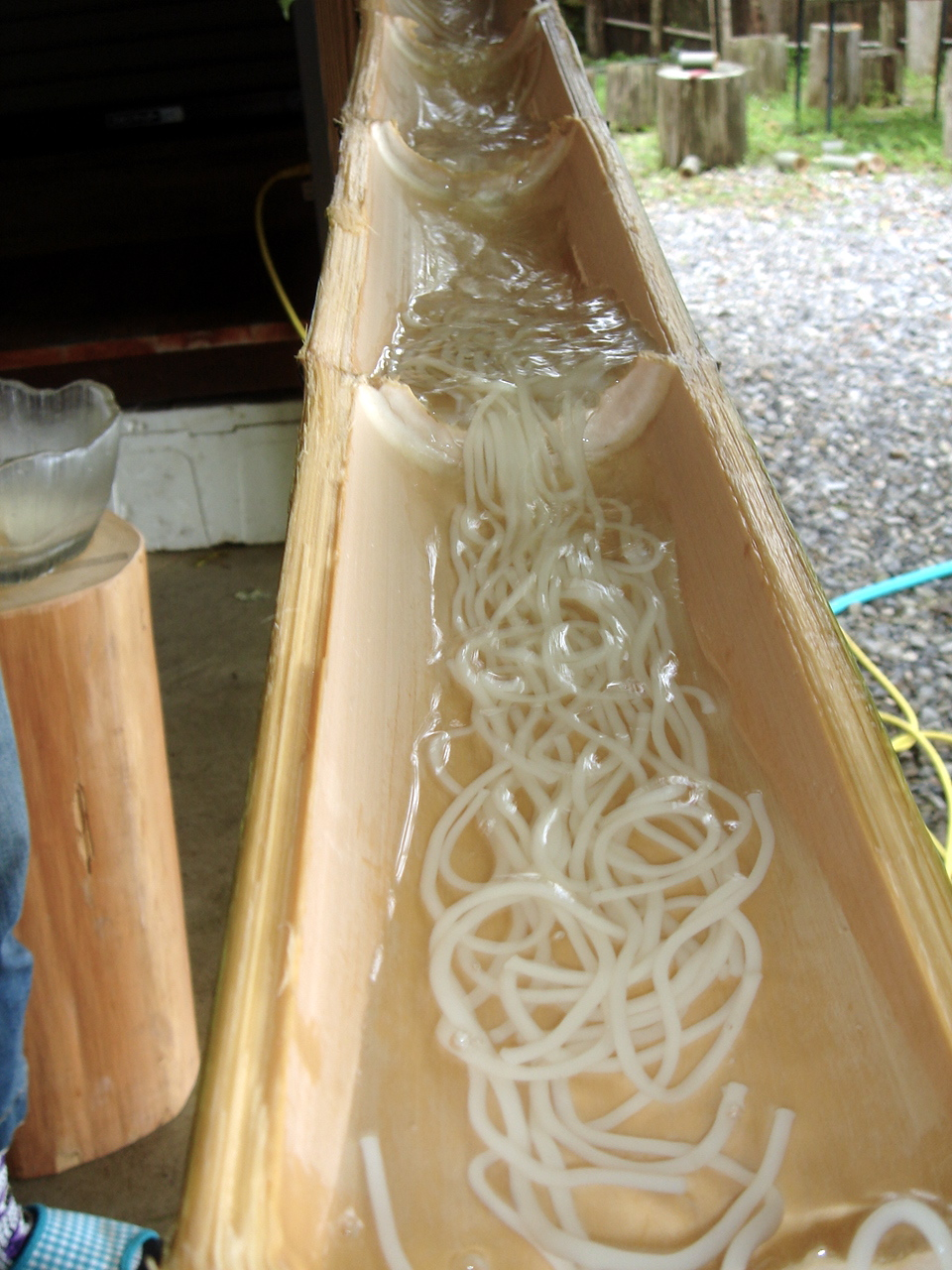
Nagashi-sōmen

Niektóre restauracje oferują w lecie nagashi-sōmen (płynący makaron). Makaron jest umieszczany w długiej bambusowej rynnie wzdłuż restauracji. W rynnie płynie czysta, zimna woda. Gdy sōmen płynie, goście łapią go pałeczkami, a następnie zanurzają w tsuyu. Łapanie płynącego sōmen wymaga zręczności. Makaron, który nie zostanie złapany przed dopłynięciem do końca rynny najczęściej nie jest spożywany, więc goście są pod presją złapania jak największej ilości. Niektóre luksusowe restauracje podają nagashi-sōmen w prawdziwych strumieniach, aby goście mogli cieszyć się posiłkiem w pięknym ogrodowym otoczeniu.